# Fabricio Calderolli
Fabricio Calderolli (Concórdia, 22 gennaio 1986) è un giocatore di calcio a 5 brasiliano naturalizzato italiano.

## Biografia
Anche il fratello Fernando è stato giocatore di calcio a 5 in Italia.

## Carriera

### Club
Il 27 marzo 2007, durante l'incontro tra Roma Futsal e Arzignano, terminato 9-3 in favore dei capitolini, mette a segno un gol in rovesciata direttamente su rinvio del proprio portiere, realizzando una prodezza balistica data la posizione decentrata.

### Nazionale
Calderolli ha debuttato nella nazionale italiana il 15 giugno 2009 nell'amichevole pareggiata per 1-1 contro la Serbia.
Dopo cinque anni di assenza, ritorna in nazionale nell'ottobre del 2014, quando viene convocato in occasione della Futsal Continental Cup 2014.
Il 28 gennaio 2018 viene inserito da Roberto Menichelli nella lista definitiva dei convocati per l'Europeo 2018.

## Palmarès

### Competizioni nazionali
- Campionato italiano: 3

Montesilvano: 2009-10
Acqua e Sapone: 2017-18
Feldi Eboli: 2022-23
- Coppa Italia: 4

Acqua e Sapone: 2013-14, 2017-18, 2018-19
Pescara: 2015-16
Feldi Eboli : 2024-25
- Supercoppa italiana: 4

Acqua e Sapone: 2014, 2018
Pescara: 2015
Feldi Eboli: 2023-24

### Competizioni internazionali
- Coppa UEFA: 1

Montesilvano: 2010-11